# 刘锡昌
刘锡昌（1934年—），曾名刘保昌，江苏雎宁人。中华人民共和国政治人物。
早年参加中国人民解放军。文化大革命期间起家，担任中共北京市委常委、北京市革委会副主任。曾任中共第九、十、十一届中央委员。